# Meliboeus multicolor
Meliboeus multicolor es una especie de escarabajo del género Meliboeus, familia Buprestidae. Fue descrita científicamente por Fairmaire en 1893.